# Magnolia coronata
Magnolia coronata är en magnoliaväxtart som beskrevs av M.Serna, C.Velásquez och Cogollo. Magnolia coronata ingår i släktet Magnolia och familjen magnoliaväxter. Inga underarter finns listade i Catalogue of Life.